# 4 января
4 января — 4-й день года  по григорианскому календарю.
До конца года остаётся 361 день (362 дня в високосные годы).
До 15 октября 1582 года — 4 января по юлианскому календарю, с 15 октября 1582 года — 4 января по григорианскому календарю.
В XX и XXI веках соответствует 22 декабря по юлианскому календарю.

## Праздники и памятные дни
См. также: Категория:Праздники 4 января

### Международные
- ООН — Всемирный день азбуки Брайля[2] (с 2019).
- Всемирный день тяготения (Исаак Ньютон, 1643).

### Национальные
- Мьянма — День Независимости.
- США — День спагетти.

### Религиозные
Католицизм
 — Память святой Элизабет Энн Сетон;
 — память святого Мануэля Гонсалеса Гарсии.
 Православие
 — Память великомученицы Анастасии Узорешительницы;
 — память мучеников Хрисогона (Римлянина) Аквилейского, Евода Никейского, Евтихиана Иллирийского и мученицы Феодотии Никейской и иных (ок. 304);
 — память священномучеников Димитрия Киранова и Феодора Поройкова, пресвитеров (1938);
 — память преподобного Никифора Прокажённого, монаха (1964).

### Именины
- Католицизм: Анна, Елизавета.
- Православие: Анастасия, Дмитрий, Евод, Евтихиан, Зоил, Фёдор, Феодотия, Хрисогон.

## События
См. также: Категория:События 4 января

### До XVIII века
- 46 до н. э. — у побережья Северной Африки произошли вооружённые столкновения между войсками Цезаря и Помпея в ходе гражданской войны, в историографии получившие название сражения у Руспины.
- 1494 — в Цетине (Черногория) был издан свод православных песнопений «Осмогласник» — первая книга в южнославянских государствах, напечатанная кириллицей.

### XVIII век
- 1717 — В Гааге был заключён союз между Францией, Англией и Голландией против Испании.
- 1770 — окончилось первое сухопутное путешествие европейцев на территорию современной Калифорнии[5].

### XIX век
- 1829 — Мария Юшневская получила разрешение последовать за мужем-декабристом в Сибирь.
- 1850 — после инсценировки расстрела осуждённым петрашевцам, включая Ф. М. Достоевского, объявлено о помиловании[6].
- 1878 — Русско-турецкая война 1877—1878: отряд[болг.] генерала И. В. Гурко в исключительно трудных условиях перешёл через Балканы и занял Софию, освободив её[болг.] от турецкого владычества.
- 1896 — 45-м штатом США стала Юта.

### XX век
- 1905 — В Женеве вышел в свет первый номер первой еженедельной большевистской газеты «Вперёд».
- 1906 — Была подавлена «Рузаевская республика».
- 1915 — В ходе Сарыкамышской операции русские войска взяли в плен весь 9-й турецкий корпус.
- 1919
  - В Советской России принят закон о праве на альтернативную воинскую службу для ряда религиозных меньшинств.
  - Эмиль Эйхгорн отстранён от должности полицай-президента Берлина, что спровоцировало вооружённые столкновения рабочих с правительственными войсками («Январские бои 1919»).
- 1920 — Александр Колчак был лишён титула «Верховный Правитель России» и звания Верховного Главнокомандующего.
- 1923 — В газете «Правда» были опубликованы «Странички из дневника» В. И. Ленина, в которых он призывает усилить борьбу с неграмотностью.
- 1927 — Лидерами Всеобщей конфедерации труда Италии было принято решение о её самороспуске.
- 1943 — Американский журнал «Тайм» подвёл итоги 1942 года и назвал Человеком года И. В. Джугашвили (Сталина).
- 1948 — Провозглашена независимость Бирмы.
- 1951 — Война в Корее: войска КНДР при поддержке китайских добровольцев повторно взяли Сеул.

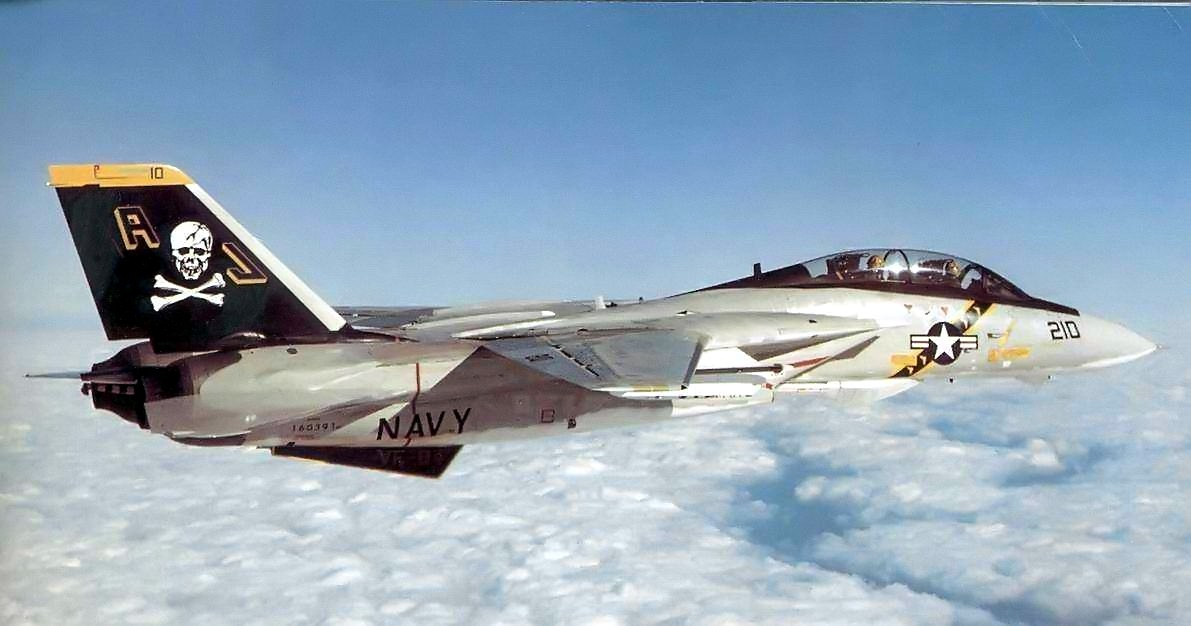
F-14

- 1955 — ЦК КПСС принял постановление «О дне памяти В. И. Ленина», в котором было сказано, что «целесообразно отмечать память В. И. Ленина не в день его смерти, что накладывает печать траура и скорби, а в день рождения В. И. Ленина — 22 апреля».
- 1959
  - В Леопольдвиле (Бельгийское Конго) состоялась политическая демонстрация, положившая начало массовым выступлениям населения страны за предоставление ей независимости.
  - Луна-1 (СССР) стала первым космическим аппаратом, достигшим окрестностей Луны.
- 1969 — После многолетних переговоров между правительствами Марокко и Испании был подписан договор о возвращении области Ифни Марокко.
- 1970 — «Битлз» в последний раз работали вместе во время записи песни Let It Be для одноимённого альбома.
- 1985 — В одной из клиник северного Лондона родилась девочка у миссис Коттон — первой в мире суррогатной матери.
- 1989 — Второй инцидент в заливе Сидра: перехватчики F-14 военно-морских сил США у берегов Ливии сбили два ливийских самолёта МиГ-23.

### XXI век
- 2004
  - Марсоход «Спирит» совершил посадку на Марсе.
  - В результате Революции роз президентом Грузии был избран Михаил Саакашвили.
- 2010 — Состоялось торжественное открытие самого высокого здания в мире Бурдж-Халифа.
- 2016 — Саудовская Аравия, Бахрейн и Судан разорвали дипломатические отношения с Ираном.

## Родились
См. также: Категория:Родившиеся 4 января

### До XIX века
- 1643 — Исаак Ньютон (ум. 1727), английский физик, математик, астроном, философ, теолог.
- 1710 — Джованни Баттиста Перголези (ум. 1736), итальянский композитор, скрипач и органист.
- 1716 — Аппиан Буонафеде (ум. 1793), итальянский философ.
- 1766 — Джузеппе Каммарано (ум. 1850), итальянский художник.
- 1785 — Якоб Гримм (ум. 1863), немецкий филолог, один из братьев-публикаторов сказок немецкого фольклора.
- 1797 — Вильгельм Бер (ум. 1850), немецкий банкир и астроном-любитель.

### XIX век
- 1809 — Луи Брайль (ум. 1852), французский преподаватель, изобретатель точечно-рельефного шрифта для слепых.
- 1812 — Евдокия Ростопчина (ум. 1858), русская поэтесса, переводчица, драматург и прозаик.
- 1813 — Айзек Питман (ум. 1897), британский учёный, религиозный деятель, создатель одной из наиболее распространённых систем стенографии.
- 1874 — Йозеф Сук (ум. 1935), чешский композитор и скрипач.
- 1881 — Георгий Бакланов (наст. имя Альфонс-Георг Бакис; ум. 1938), русский оперный певец (баритон) латышского происхождения.
- 1895 — Густав Клуцис (расстрелян в 1938), латышский и советский художник-авангардист.
- 1896 — Андре Массон (ум. 1987), французский живописец и график.

### XX век
- 1907 — Николай Дубинин (ум. 1998), советский и российский генетик, академик, Герой Социалистического Труда.
- 1916 — Ян Котик (ум. 2002), чешский и немецкий художник, график.
- 1920 — Робер Ламурё (ум. 2011), французский актёр, кинорежиссёр, эстрадный певец и сценарист.
- 1924 — Сергей Полуянов (ум. 1983), советский кинооператор и фотокорреспондент.
- 1925 — Вейкко Хакулинен (ум. 2003), финский лыжник, трёхкратный олимпийский чемпион.
- 1927
  - Барбара Раш (ум. 2024), американская актриса.
  - Бенедикт Сарнов (ум. 2014), советский и российский писатель, литературовед и критик.
- 1932 — Карлос Саура (ум. 2023), испанский кинорежиссёр, сценарист, фотограф.
- 1934 — Зураб Церетели (ум. 2025), советский, грузинский и российский скульптор, живописец, народный художник СССР.
- 1937 — Грейс Бамбри (ум. 2023), американская оперная певица (меццо-сопрано, сопрано).
- 1941 — Джордж Косматос (ум. 2005), американский кинорежиссёр
- 1942 — Джон Маклафлин, английский гитарист-виртуоз, композитор.
- 1949 — Тамара Нетыкса, советская и российская разведчица-нелегал, полковник Службы внешней разведки в отставке.
- 1950 — Виталий Лазаренко, украинский композитор, поэт и художник.
- 1951 — Дидье Фламан, французский фехтовальщик-рапирист, олимпийский чемпион (1980).
- 1954 — Олег Романцев, советский и российский футболист и тренер.
- 1956 — Павел Уваров, советский и российский учёный, историк-медиевист, член-корреспондент РАН (2006).
- 1960 — Майкл Стайп, американский музыкант, певец, фотохудожник, лидер и фронтмен рок-группы R.E.M.
- 1962 — Питер Стил, американский музыкант; основатель готик-метал группы Type O Negative и хардкор-проекта Carnivore.
- 1963 — Тилль Линдеманн, немецкий певец, вокалист и автор большинства текстов группы «Rammstein».
- 1965 
  - Джулия Ормонд, британская актриса театра, кино и телевидения, обладательница премии «Эмми».
  - Ги Форже, французский теннисист, бывшая четвёртая ракетка мира.
- 1966 — Тигран Кеосаян, российский кинорежиссёр, актёр, сценарист, клипмейкер, телеведущий.
- 1967 — Игорь Шувалов, российский государственный деятель, действительный государственный советник 1-го класса.
- 1972 — Джон Руис, американский боксёр-профессионал, чемпион мира в супертяжёлой категории по версии WBA (2001—2003, 2004—2005).
- 1974 — Армин Цёггелер, итальянский саночник, двукратный олимпийский чемпион, 6-кратный чемпион мира.
- 1975 — Сандра Кириасис, немецкая бобслеистка, олимпийская чемпионка (2006).
- 1976 — Аугуст Диль, немецкий актёр.
- 1979 — Кевин Куске, немецкий бобслеист, 4-кратный олимпийский чемпион, 7-кратный чемпион мира.
- 1981 — Хитоми Обара (ум. 2025), японская спортсменка, олимпийская чемпионка (2012) по вольной борьбе, многократная чемпионка мира Азии.
- 1985 — Кари Олвик Гримсбё, норвежская гандболистка, вратарь, двукратная олимпийская чемпионка.
- 1986
  - Шарлин Йи, американская актриса театра кино и телевидения, музыкант, художница, писательница.
  - Джеймс Милнер, английский футболист.
- 1990 — Тони Кроос, немецкий футболист, чемпион мира (2014), 4-кратный победитель Лиги чемпионов УЕФА.
- 1992 — Квинси Промес, нидерландский футболист, серебряный призёр Лиги наций УЕФА (2019).
- 1994 — Виктор Аксельсен, датский бадминтонист, двукратный олимпийский чемпион (2020 и 2024).
- 1995 — Мэдди Хассон, американская актриса.
- 1996 — Эмма Маки, французско-британская актриса кино и телевидения.
- 1997 — Анхелиньо (Хосе́ А́нхель Эсмори́с Тасе́нде), испанский футболист.
- 1999 — Нико Хишир, швейцарский хоккеист.

### XXI век
- 2001 — Вероника Степанова, российская лыжница, олимпийская чемпионка в эстафете (2022).

## Скончались
См. также: Категория:Умершие 4 января

### До XIX века
- 1108 — Гертруда Польская (р. ок. 1025), дочь короля Польши Мешко II, жена великого князя киевского Изяслава I Ярославича.
- 1248 — Саншу II Благочестивый (р. 1207), 4-й король Португалии (1223—1247).
- 1428 — Фридрих I (р. 1370), курфюрст Саксонии (с 1423), маркграф Мейсена (с 1381).
- 1465 — Шарль (р. 1391), герцог Орлеанский, французский поэт, полководец, пробывший 25 лет в английском плену.
- 1607 — Гиллис ван Конингсло (р. 1544), пейзажист нидерландской школы.
- 1695 — герцог Франсуа-Анри де Монморанси-Бутвиль (также известен как маршал Люксембург; р. 1628), один из самых успешных французских полководцев.
- 1730 — Жан-Батист Анри де Валенкур (р. 1653), французский прозаик, переводчик, историк и лингвист, академик.
- 1752 — Габриэль Крамер (р. 1704), швейцарский математик, один из создателей линейной алгебры.
- 1786 — Мозес Мендельсон (р. 1729), немецкий философ-идеалист, прозванный «германским Сократом».

### XIX век
- 1830 — Матвей Глазунов (р. 1757), русский купец, книготорговец.
- 1845 — Луи-Леопольд Буальи (р. 1761), французский живописец и гравёр.
- 1877 — Корнелиус Вандербильт (р. 1794), американский корабельный и железнодорожный магнат голландского происхождения.
- 1880 — Ансельм фон Фейербах (р. 1829), немецкий исторический живописец.
- 1882 — Джон Дрейпер (р. 1811), американский химик, первым сделавший фотографию Луны.
- 1883 — Василий Инсарский (р. 1814), русский писатель-мемуарист.
- 1886 — Пётр Ткачёв (р. 1844), русский литературный критик, публицист, один из идеологов революционного народничества.

### XX век
- 1904 — Митрофан Беляев (р. 1836), русский лесопромышленник, музыкальный издатель и меценат.
- 1904 — Фридрих фон Йолли (р. 1844), немецкий врач-психиатр.
- 1932 — Джалил Мамедкулизаде (р. 1866), азербайджанский писатель, журналист, общественный деятель.
- 1939 — Владимир Ивановский (р. 1867), российский и советский философ, педагог.
- 1941 — Анри Бергсон (р. 1859), французский философ, лауреат Нобелевской премии по литературе (1927).
- 1942 — Мелвин Шеппард (р. 1883), американский легкоатлет, бегун, 4-кратный олимпийский чемпион (1908, 1912).
- 1943 — погибла Марина Раскова (р. 1912), советская лётчица-штурман, одна из первых женщин — Героев Советского Союза.
- 1960 — Альбер Камю (р. 1913), французский писатель и философ, лауреат Нобелевской премии по литературе (1957).
- 1961 — Эрвин Шрёдингер (р. 1887), австрийский физик, лауреат Нобелевской премии (1933).
- 1965 — Томас Стернз Элиот (р. 1888), англо-американский поэт, драматург, критик, лауреат Нобелевской премии (1948).
- 1967 — погиб Дональд Кэмпбелл (р. 1921), британский гонщик, рекордсмен скорости.
- 1973 — Владимир Шнейдеров (р. 1900), кинорежиссёр, сценарист, оператор, народный артист РСФСР.
- 1975 — Карло Леви (р. 1902), итальянский писатель, художник и политический деятель.
- 1976 — Михаил Горлаченко (р. 1905), советский военный деятель, генерал-майор авиации.
- 1986
  - Фил Лайнотт (р. 1949), ирландский и британский рок-музыкант, основатель группы Thin Lizzy.
  - Кристофер Ишервуд (р. 1904), англо-американский писатель.
- 1990 — Энрика Мальковати (р. 1894), итальянский классический филолог.
- 1995
  - Валерий Носик (р. 1940), советский и российский актёр театра и кино, народный артист РФ.
  - Брукс Стивенс[англ.] (р. 1911), американский промышленный дизайнер.
- 1996 — Кира Смирнова (р. 1922), советская и российская пародистка, исполнительница песен и романсов, актриса.

### XXI век
- 2006 — Мактум ибн Рашид Аль Мактум (р. 1943), шейх, премьер-министр и вице-президент ОАЭ (1971—1979, 1990—2006).
- 2010
  - Кэйси Джонсон (р. 1979), американская актриса, фотомодель, наследница бизнес-империи Johnson & Johnson.
  - Сергей Манякин (р. 1923), советский и российский государственный деятель.
- 2011
  - Дик Кинг-Смит (наст. имя Рональд Гордон Кинг-Смит;  р. 1922), английский детский писатель.
  - Джерри Рафферти (р. 1947), шотландский гитарист, певец, один из основателей группы Stealers Wheel.
- 2012 — Ева Арнольд (р. 1912), американская женщина-фотограф, фотожурналист.
- 2016 — Мишель Галабрю (р. 1922), французский актёр театра и кино.
- 2017 — Анатолий Васильев (р. 1935), советский и российский музыкант, основатель ВИА «Поющие гитары».
- 2019 — Иван Бортник (р. 1939), советский и российский актёр театра и кино, народный артист РФ.
- 2021 — Мартинус Велтман (р. 1931), нидерландский физик, лауреат Нобелевской премии (1999).
- 2022 — Анатолий Куксов (р. 1949), советский футболист и  украинский футбольный тренер.
- 2023 — Рози Миттермайер (р. 1950), немецкая горнолыжница, двукратная олимпийская чемпионка (1976).
- 2024
  - Глинис Джонс (р. 1923), британская актриса, обладательница премии «Тони» (1973), а также номинантка на «Оскар» (1960).
  - Константин Желдин (имя при рождении Шваба́уер р. 1933), советский и российский актёр театра и кино, заслуженный артист РСФСР (1991).

## Народный календарь, приметы и фольклор Руси
- Анастасия Узорешительница.
- Какова погода на Анастасию, таков будет и октябрь месяц.
- К дню Анастасии крестьяне на Руси старались завершить все основные работы по дому.
- Начинается заготовка сырья для рождественского стола.
- На Анастасию кололи свинью, то есть проводили свежину. В старину говаривали: «Рождество без колбас, что Пасха без крашенок»[7].
- Анастасия считается покровительницей беременных, ей молились, чтоб беременность прошла без осложнений[8]. В этот день, с молитвами к Святой, женщины вышивали полотенце, которое должно было помочь благополучно разрешиться от бремени[9].